# Lapillopsidae
De Lapillopsidae zijn een kleine familie van uitgestorven temnospondyle Batrachomorpha (basale 'amfibieën'), die uitsluitend in het Vroeg-Trias leefden (240-235 miljoen jaar geleden). Hun overblijfselen zijn gevonden in Australië en India.

## Naamgeving
Een familie Lapillopsidae werd in 1999 benoemd door Adam Yates.
De klade is gedefinieerd als de groep bestaande uit de laatste gemeenschappelijke voorouder van Lapillopsis nana en Rotaurisaurus contundo; en al zijn afstammelingen.

## Beschrijving
Het uiterlijk van de lapillopsiden was over het algemeen compact en aangepast aan een terrestrische omgeving: het lichaam was vrij kort, net als de staart, terwijl de kop groot en vergroot was. De poten, aan de zijkanten van het lichaam, waren behoorlijk robuust in vergelijking met die van andere 'amfibieën' uit het Trias. De schedel bezat talrijke afgeleide kenmerken, zoals versierde pterygoïde botten en enkele gefuseerde botten. Deze dieren waren vrij klein in vergelijking met de meeste 'amfibieën' uit het Trias: het geslacht Lapillopsis bezat een schedel van slechts vijftien millimeter lang. Het geslacht Manubrantlia daarentegen omvatte grotere dieren (de schedel was bijna tien centimeter lang).
Verschillende synapomorfieën zijn voorgesteld, gedeelde nieuwe kenmerken. De schedel mist zijlijnkanalen. Het voorhoofdsbeen raakt de rand van de oogkas. Het postfrontale is sikkelvormig. Het prefrontale raakt de zijrand van de oogkas. De quadrata en de zijranden van de schedel omvatten de achterrand van het schedeldak. De zijwand van de schedel heeft een otische inkeping. Het ploegschaarbeen draagt vangtanden maar die zijn sterk gereduceerd. De holte tussen de pterygoïden eindigt achter de zone tussen de choanae. Het verhemeltebeen draagt vangtanden maar die zijn sterk gereduceerd. De onderzijde van het pterygoïde is geornamenteerd. Parasfenoïde en pterygoíde articuleren met elkaar via een (half)cilindervormige processus pterygoideus. De onderkaak mist zijlijnkanalen.

## Leefgebied
In tegenstelling tot de meeste 'amfibieën' uit het Trias, die terugkeerden naar een strikt aquatisch milieu, lijkt het erop, gezien het ontbreken van zijlijnkanalen die de waterdrukverschillen waarnemen, dat de lapillopsiden de voorkeur gaven aan een terrestrische of semi-terrestrische levensstijl. Het waren waarschijnlijk kleine roofdieren die zich voedden met ongewervelde dieren.

## Fylogenie
De lapillopsiden vertoonden een ongewone evolutionaire convergentie met een andere groep 'amfibieën' die een paar miljoen jaar eerder leefde, de dissorophiden; de schedelkenmerken sluiten echter een nauwe verwantschap tussen de twee groepen uit.
Toen wetenschappers de dwergsoort Lapillopsis uit Australië beschreven, geloofden ze dat dit kleine dier op de een of andere manier verwant was aan Micropholis stowi, een basale Zuid-Afrikaanse temnospondyle uit het Trias. De daaropvolgende ontdekking van een soortgelijk dier uit Tasmanië, Rotaurisaurus contundo, leidde tot een herbeschrijving van Lapillopsis, waardoor we konden begrijpen hoe deze vorm (en de verwante Rotaurisaurus) veel verder was geëvolueerd dan Micropholis en werd opgenomen in de Stereospondyli-groep. Een andere lapillopside, Manubrantlia khaki, is bekend in India. Het lijkt erop dat de lapillopsiden de ecologische niche van kleine landbewonende roofdieren in Gondwana van het Vroeg-Trias vulden en toen plotseling uitstierven.